# Si no estás (Íñigo Quintero)
Si no estás è un singolo del cantante spagnolo Íñigo Quintero, pubblicato il 22 settembre 2022.

## Tracce
1. Si no estás – 3:04

## Successo commerciale
La canzone passò inosservata fino al settembre 2023 quando divenne popolare grazie al social TikTok. Inizialmente divenne virale in Spagna e in altri paesi europei per poi trovare consensi anche oltreoceano raggiungendo le classifiche di vari paesi sudamericani.

## Classifiche
| Classifica (2023-24) | Posizione massima |
| -------------------- | ----------------- |
| Argentina            | 9                 |
| Austria              | 1                 |
| Belgio (Fiandre)     | 2                 |
| Belgio (Vallonia)    | 1                 |
| Bolivia              | 3                 |
| Cile                 | 15                |
| Colombia             | 14                |
| Danimarca            | 8                 |
| Ecuador              | 5                 |
| Finlandia            | 36                |
| Francia              | 1                 |
| Germania             | 1                 |
| Grecia               | 2                 |
| Italia               | 2                 |
| Lituania             | 31                |
| Lussemburgo          | 1                 |
| Norvegia             | 1                 |
| Paesi Bassi          | 1                 |
| Perú                 | 1                 |
| Portogallo           | 2                 |
| Regno Unito          | 90                |
| Repubblica Ceca      | 11                |
| Slovacchia           | 8                 |
| Spagna               | 1                 |
| Svezia               | 1                 |
| Svizzera             | 1                 |
| Ungheria             | 10                |